# دبليو. دبليو. هانسن
دبليو. دبليو. هانسن (بالإنجليزية: W. W. Hansen)‏ هو فيزيائي أمريكي، ولد في 27 مايو 1909 في فريسنو في الولايات المتحدة، وتوفي في 23 مايو 1949 في بالو ألتو في الولايات المتحدة.

## وصلات خارجية
- دبليو. دبليو. هانسن على موقع الموسوعة البريطانية (الإنجليزية)